# 大葉雀榕
大葉雀榕（学名：Ficus caulocarpa），又名大叶赤榕，为桑科榕屬下的一个种。分布在马来西亚、泰国、缅甸、斯里兰卡、巴布亚新几内亚、日本、台湾、菲律宾等地。

## 异名
- Ficus virens Ait. var. caulocarpa Miq.

## 扩展阅读
- 維基物種上的相關：大葉雀榕

## 外部連結
- Ficus caulocarpa (Miq.) Miq., 1867 大葉雀榕（页面存档备份，存于）